# Shopformer
shopformer （ショップフォーマー）PHPバージョン4以降、MySQL 4.1以降またはPostgreSQL 7.4以降、Webサーバ上で動作する、後発の純日本製ECサイト向けのオープンソースのコンテンツ管理システム (CMS)。

## 概要
ウェブブラウザでアクセスする管理画面からデザイン変更やショップの管理など一通りのコンテンツ管理をおこなうことができる。先発のEC構築プラットフォームと比較すると本稿機構時点では機能が少ないが、Ajaxを利用した管理画面と、WordPressなどのようにアーカイブしたデザインテンプレートを作成・登録できる機能で、プログラムがわからないライトユーザーでも容易にデザイン変更や独自のコンテンツを構築しやすいCMSとして制作されている。
デザインテンプレートアーカイブは利用者がshopformerを利用して自由に制作して配布・販売をおこなうことができる。
フレームワークには同開発者が開発した独自のライトウェイトコンテナframework-spiderを利用している。framework-spiderはPHP4以上で動作するMVC切り分けの為のライトウェイトコンテナ。Apacheライセンス2.0のもとオープンソースとしてOSDNで公開されている。

### 特徴
在庫管理、注文管理、顧客管理、自動送信メール機能、会員登録機能、メールマガジン配信機能などウェブショップに必要な機能に加えて、ウェブサイトのデザインを容易に切り替えられるデザインテンプレート機能、ページを自由に追加・編集できる機能などを持ち、携帯電話などモバイル端末向けのページも編集可能。これら全ての設定や編集をWebベースで完結するCMSを提供する。
パーミッションや動作環境をチェックするスクリプトも用意されている為、利用者はFTPやSCPでWebサーバーに転送してチェックスクリプトにブラウザでアクセスすれば動作環境の問題点を確認して自身で改善できる。管理画面の動作さえすればデータベースの構築や初期設定も全てWebブラウザ経由でおこなうことができ、初心者でも比較的容易に設置することができる。